# Deathprod
Deathprod, pseudonimo di Helge Sten (Røros, 26 gennaio 1971), è un musicista norvegese.

## Biografia
Nel 2004 ha pubblicato il suo quarto e ultimo album "Morals and Dogma", oltre a un cofanetto intitolato "Deathprod" contenente i suoi primi quattro album. Ha anche lavorato con Biosphere all'album Nordheim Transformed, tributo agli Arne Nordheim. È membro dei Supersilent e lavora come produttore per l'etichetta discografica norvegese Rune Grammofon, oltre a produrre le pubblicazioni dei Motorpsycho. Diverse pubblicazioni dell'artista sono state pubblicate in pochissime copie come, ad esempio, l'omonima cassetta (1991), Imaginary Songs from Tristan da Cunha (1996), e 6-track (2006), di cui vi sono rispettivamente diciassette, cinquecento e mille copie.

## Discografia
- 1991 – Deathprod
- 1994 – Treetop Drive 1-3, Towboat
- 1996 – Imaginary Songs from Tristan da Cunha
- 1998 – Nordheim Transformed' (con Biosphere)
- 2004 – Morals And Dogma
- 2004 – Deathprod
- 2006 – 6-track